# Roland Grapow
Roland Grapow (ur. 30 sierpnia 1959 w Hamburgu) – niemiecki gitarzysta heavymetalowy, były członek zespołu Helloween, obecnie założyciel i członek grupy Masterplan.

## Życiorys
Był członkiem zespołu Rampage; w 1989 dołączył do Helloween, zastępując Kaia Hansena. Pierwszą płytą, jaką nagrał z Helloween, była Pink Bubbles Go Ape, ale uważa się, że znaczący wpływ wniósł do nagrań zespołu od płyty Master of the Rings. Odszedł z Helloween w 2001 r. po nagraniu albumu The Dark Ride i wspólnie z Uli Kuschem założył grupę Masterplan.
W okresie gry w Helloween nagrał również dwie płyty solowe - The Four Seasons Of Life i Kaleidoscope.